# Plesiocetopsis
Plesiocetopsis és un gènere extint de cetacis de la família dels tranatocètids que tingueren una amplíssima distribució durant el Miocè, fa entre 7,2 i 23 milions d'anys. Se n'han trobat restes fòssils a Bèlgica, els Països Baixos, el Regne Unit, Rússia i Xile. Se n'ha perdut l'holotip, per la qual cosa resulta impossible fer-ne una descripció precisa i garantir que no és un sinònim d'Amphicetus. Per una il·lustració de l'espècimen perdut, se sap que tenia l'apòfisi timpànica ben desenvolupada. El nom genèric Plesiocetopsis significa ‘amb aspecte de Plesiocetus’, en referència a un suposat parent proper que avui en dia es considera un nomen dubium.